# Huta Pokój
Huta Pokój (niem. Friedenshütte) – huta żelaza znajdująca się w Nowym Bytomiu, dzielnicy Rudy Śląskiej, producent i dystrybutor wyrobów stalowych. Należy do Grupy Węglokoks S.A.

## Historia

### Od założenia do końca II wojny światowej

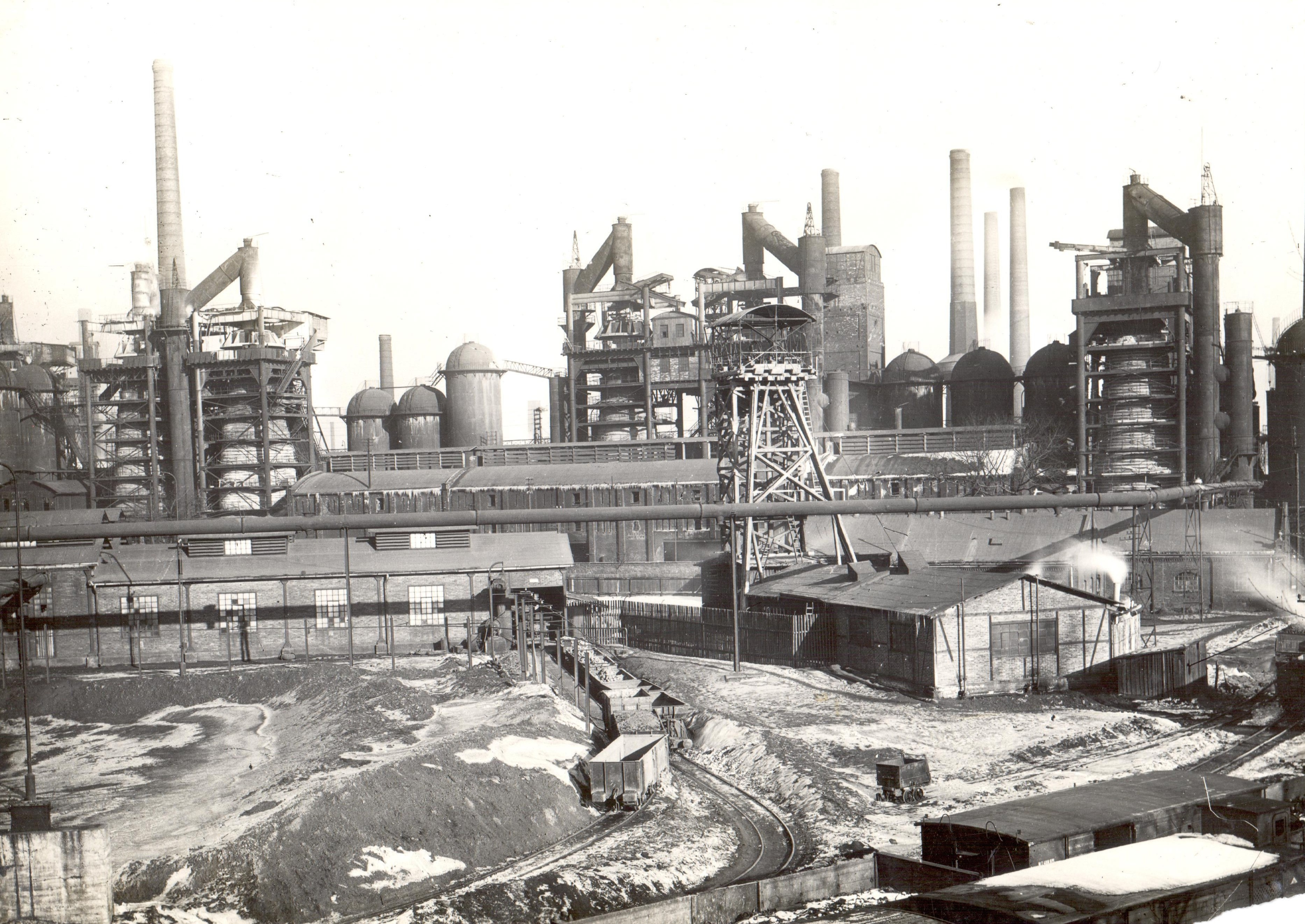
Widok ogólny wydziału wielkich pieców w hucie „Pokój”, lata 20. XX wieku

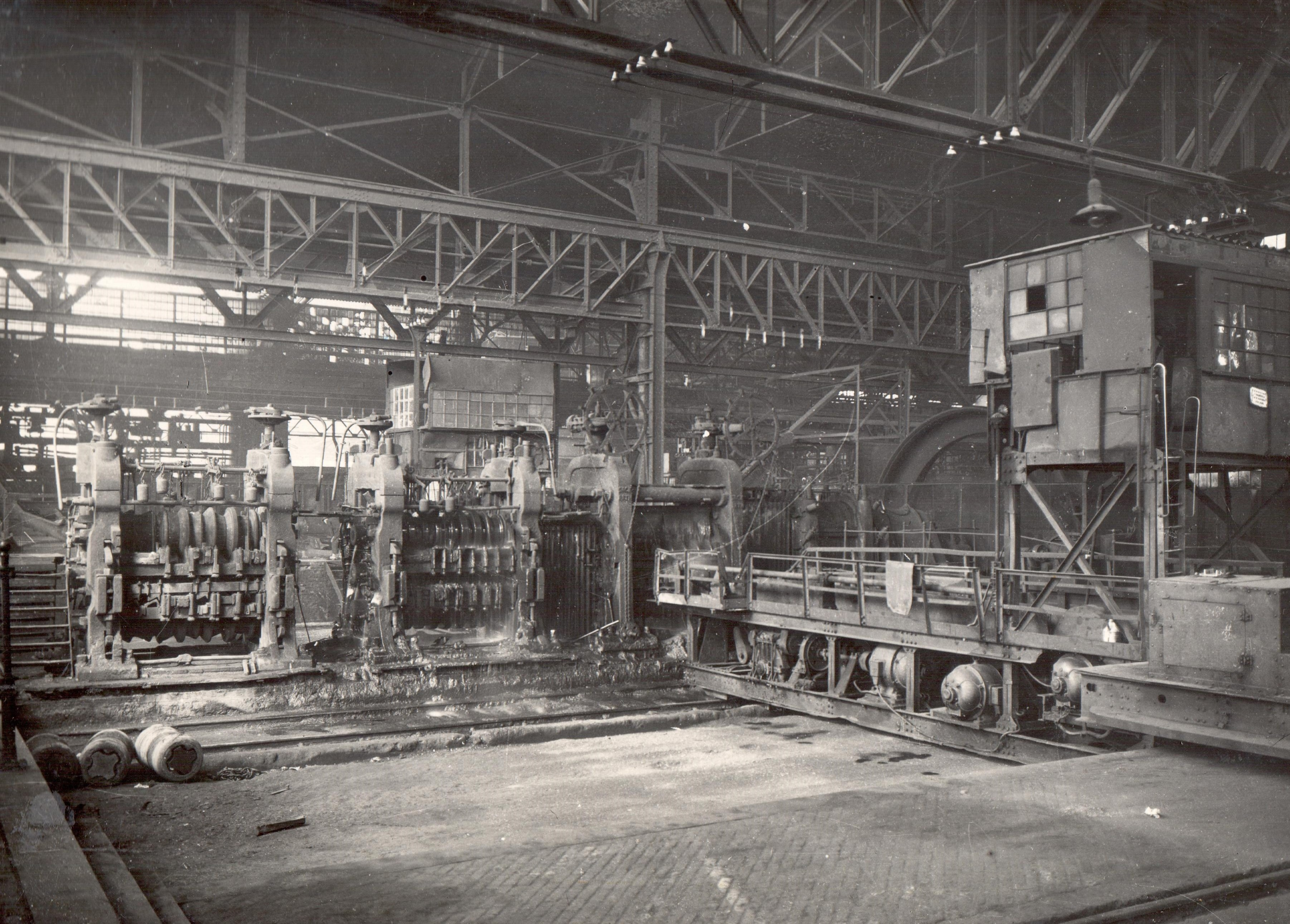
Walcownia średnia huty „Pokój”, lata 20. XX wieku

W 1840 roku David Löwenfeld, Moritz Friedländer i Simon Löwi założyli hutę o nazwie „Friedenshütte” (huta „Pokój”). Utworzony wówczas zakład składał się z wielkiego pieca opalanego koksem, hali odlewniczej, kotłowni i stolarni. W 1851 roku hutę odkupił hrabia Andrzej Renard. Nowy właściciel rozbudował ją o drugi wielki piec oraz koksownię. W 1855 roku przedsiębiorstwo stało się własnością Śląskiej Spółki Leśno-Górniczo-Hutniczej „Minerwa” z Wrocławia. Nadal kontynuowano rozbudowę huty. Pod koniec lat 60. XIX wieku posiadała cztery wielkie piece, koksownie oraz piece pudlerskie. Zakończenie inwestycji zbiegło się z załamaniem ekonomicznym na rynku stali, które doprowadziło w 1871 roku spółkę do bankructwa. Hutę wraz z pozostałym majątkiem spółki przejął nowy podmiot „Oberschlesische Eisenbahn-Bedarfs-Aktiengesellschaft (Oberbedarf)”, którego założycielem był hrabia Karol Wolfgang Ballestrem. W 1881 roku uruchomiono kuźnię, w 1884 roku stalownię tomasowską, a trzy lata później stalownię martenowską oraz zakładową elektrownię. W nocy z 24 na 25 lipca 1887 roku doszło do tragicznego w skutkach wybuchu gazu w kotłowni zakładowej. W jego wyniku zginęło 10 osób, a 55 zostało rannych. Straty wyliczono na 375 tys. marek. Z początkiem XX wieku huta skupiła działalność inwestycyjną na rozbudowie oferowanego asortymentu. Rozpoczęto tworzenie walcowni oraz innych wytwórni gotowych wyrobów. Równocześnie zwiększano moce produkcyjne wielkich pieców oraz stalowni. W przededniu I wojny światowej huta wyprodukowała 250 000 ton surówki, co odpowiadało 23,8% produkcji wszystkich hut na Górnym Śląsku.
W wyniku podziału politycznego Górnego Śląska w 1922 roku, huta „Pokój” znalazła się po polskiej stronie granicy. Wraz z pozostałą częścią koncernu znajdującą się w Polsce przyjęła nazwę „Friedenshütte Aktiengesellschaft”. Kapitał nowej spółki w 74% należał do hrabiego Ballestrema, a w 26% do koncernu „Oberbedarf”. W 1928 roku doszło do fuzji spółki „Friedenshütte Aktiengesellschaft” z hutą „Baildon” w Katowicach.
Z dniem 8 lutego 1930 roku zmieniono nazwę koncernu na Huta „Pokój” – Śląskie Zakłady Górniczo-Hutnicze Spółka Akcyjna.  W ślad za nazwą koncernu, zmieniono także nazwę jego największego zakładu. W skład majątku spółki wchodziły: 2 huty żelaza huta „Pokój”, huta „Baildon”, 4 kopalnie „Friedensgrube”, „Eminencja”, „Hrabia Franciszek”, „Wolfgang” i Elektrownia „Mikołaj”.
Rozwój nowego koncernu zahamował kryzys ekonomiczny, który opanował światową gospodarkę na początku lat 30. XX wieku. Brak zamówień oraz spore zobowiązania kredytowe zaciągnięte na inwestycję oraz realizację połączenia z hutą „Baildon” zagroziły spółce bankructwem. W grudniu 1931 roku huta „Pokój” wstrzymała produkcję, a spółka poddała się pod nadzór sądowy. W następstwie działań komisarzy sądowych usprawniono działalność ekonomiczną spółki oraz sfinalizowano proces polonizacji zakładu. Pod koniec 1932 roku zniesiono zarząd komisaryczny w spółce, a w 1934 roku państwo polskie stało się jej większościowym udziałowcem. W tym samym czasie inż. Tadeusz Sendzimir prowadził pracę projektowe nad nowym typem walcarki umożliwiającej wielokrotne zmniejszenie grubości blachy przy jednorazowym zetknięciu z walcami. W 1934 roku uruchomiono regularną produkcję przy użyciu tego urządzenia, które uznawane jest za jeden z przełomowych wynalazków w dziedzinie hutnictwa. Podczas II wojny światowej władze okupacyjne zmieniły nazwę huty na „Friedenshütte – Schlesische Berg – und Hütten Werke AG” i włączyły go do koncernu „Oberhütten” z Gliwic. Przekształcono także produkcję zakładu na potrzeby zbrojeniowe.
Na przestrzeni tego okresu zatrudnienie prezentowało się w następujący sposób: 1840 – 12 osób, 1865 – 228 osób, 1887 – 1352 osób, 1910 – 3898 osób, 1922 – 8284 osoby, 1942 – 7102 osoby.

### Okres powojenny
W pierwszych latach powojennych pracownicy huty „Pokój” angażowani byli w akcje związane z uruchomieniem zakładów hutniczych znajdujących się na terenach wchodzących wcześniej w skład państwa niemieckiego m.in.: huty „Zabrze”, „Andrzej” i „Szczecin”. Z początkiem 1946 roku decyzją Centralnego Związku Przemysłu Hutniczego do huty „Pokój” przyłączono zakłady „Łabędy” i „Gliwice”, tworząc największą hutę żelaza i stali w Polsce. W skali całego kraju produkowano tu 23,4% koksu, 28,9% surówki, 22,6% stali oraz 24% wyrobów walcowanych. W 1948 roku rozwiązano trzyzakładowe przedsiębiorstwo, a huta „Pokój” weszła w skład Gliwickich Zakładów Hutniczych, jednego z trzech przedsiębiorstw powstałych wówczas w polskim hutnictwie. Po dwóch latach zrezygnowano z takiej organizacji przemysłu hutniczego, przywracając samodzielność zakładom. W 1954 roku ukończono prace budowlane przy nowej walcowni blach grubych.
W latach 60. XX wieku rozpoczął się proces powolnej likwidacji uciążliwych dla okolicznych osiedli metod produkcji. W 1961 roku wygaszono wydział koksowni, a w 1970 roku zlikwidowano spiekalnię rudy. Działania te przyczyniły się do gruntownej modernizacji huty związanej z częściową zmianą profilu działalności. W 1973 roku zrezygnowano z produkcji cienkiej blachy, a w 1975 roku wyłączono z użytkowania walcownie „Sendzimira”. Z początkiem lat 80. XX rozpoczął się proces wygaszania kolejnych wielkich pieców, a w 1988 roku zlikwidowano stalownię. Z użytku wycofano także walcownie, zgniatacz oraz nawrotną. Równocześnie rozpoczęto produkcję na nowoczesnym wydziale kształtowników spawanych oraz profili formowanych na zimno. Pod koniec XX wieku huta rozpoczęła proces restrukturyzacji, który po kilku latach zakończył się przekształceniem wydziałów produkcyjnych w spółki wchodzące w skład grupy kapitałowej „Huta Pokój S.A.”. W styczniu 2009 roku spółka otrzymała tytuł „Perły Polskiej Gospodarki”. Inwestycje w park maszynowy spółek produkcyjnych umożliwiły poszerzenie asortymentu oraz sprzedaż wyrobów na wielu wymagających rynkach. Na przykład w 2009 roku huta dostarczała konstrukcje stalowe na fasadę stadionu w Kapsztadzie. Od 2015 roku spółka należy do Grupy Kapitałowej „Węglokoks S.A.”.
W opisywanym okresie zatrudnienie prezentowało się w następujący sposób: 1949 – 9075 osób, 1956 – 9177 osób, 1969 – 8086 osób, 1977 – 6531 osób, 1987 – 4292 osób.

## Profil produkcji

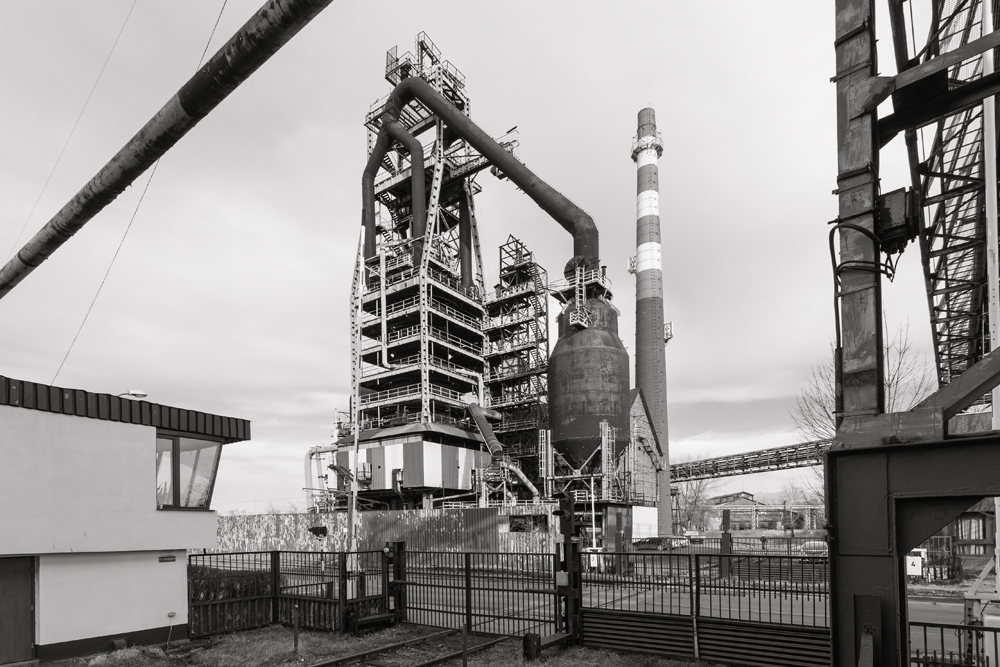
Widok od strony zachodniej

W pierwszych latach istnienia głównym produktem huty „Pokój” była surówka powstająca w wielkich piecach. Już po kilku latach zakład zdobył przodującą pozycje w tej produkcji na Górnym Śląsku. W 1856 roku rozszerzono asortyment o wydział pieców pudlarskich, przeznaczonych do obróbki termicznej surówki z wielkich pieców do postaci umożliwiającej produkcję wyrobów gotowych. Zamierzając dorównać trendom panującym w europejskim hutnictwie, w 1884 roku uruchomiono stalownie do produkcji żelaza zlewnego przy użyciu konwertorów thomasowskich. Trzy lata później uruchomiono w hucie piec martenowski do produkcji wlewków stalowych. Kolejne rozszerzenie metod produkcji stali stanowił piec elektryczny systemu Nathusiusa uruchomiony w 1909 roku. W 1924 roku zrezygnowano z produkcji stali thomasowskiej, a dwa lata później rozebrano zabudowania tego wydziału. Od tego momentu całość produkcji wsadu odbywała się przy użyciu pieców martenowskich.
W ramach zakładu pracowało kilka walcowni, które przygotowywały gotowe wyroby. Pierwszą z nich była walcownia zgniatacz, gdzie produkowano kęsiska będące półproduktem przeznaczonym do dalszej obróbki. Najcięższe elementy gotowe produkowano w walcowni zwrotnej. Walcownia duża służyła do wytwarzania belek, profili, szyn oraz rygli kolejowych. Szyny kopalniane oraz kształtowniki i belki mniejszych rozmiarów produkowano w walcowni średniej. Oprócz produkcji wyrobów długich huta prowadziła produkcję blach cienkich oraz grubych, które powstawały na jednej z dwóch specjalistycznych walcowni. Wydział młotowni zajmował się wytwarzaniem wyrobów przeznaczonych dla kolejnictwa m.in.: osi, obręczy oraz kół.
Od lat 60. XX wieku huta zaczęła wycofywać z produkcji uciążliwe dla środowiska wydziały, wprowadzając w ich miejsce nowy asortyment. W 1974 roku rozpoczęto produkcję kształtowników spawanych. Za pomocą agregatów spawalniczych przygotowywano z walcowanych w hucie blach dwuteowniki o wysokości od 600 do 2000 mm. Z początkiem 1986 roku ruszyła produkcja wydziału profili giętych. Oferta nowego wydziału składa się z szerokiego asortymentu profili wytwarzanych na zimno.

## Perspektywy
W połowie 2022 r. podano, że Grupa Węglokoks S.A. planuje wybudować na terenie dawnej stalowni konwertorowej Huty "Pokój" nową stalownię o zdolnościach produkcyjnych rzędu 1 mln ton stali rocznie. Ok. połowy z tej produkcji ma zostać przeznaczona na potrzeby wewnętrzne zakładów Grupy Węglokoks, a reszta ma trafić na rynek. Przychody roczne szacowane są na poziomie do 4,5 mld zł. Ma to być nowoczesny zakład o bardzo ograniczonej emisji spalin i innych zanieczyszczeń, zatrudniający 2-2,5 tys. pracowników. Start inwestycji planowany jest na rok 2023, zakończenie – na 2027.

## Huta a miasto

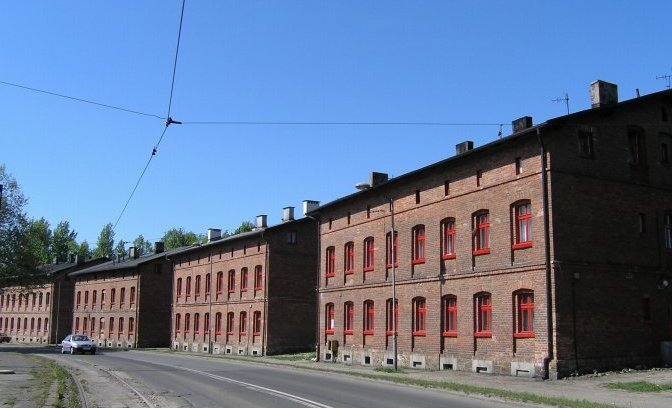
osiedle Kaufhaus

Wraz z rozwojem zakładu postępowało budownictwo mieszkaniowe dla zatrudnionych w nim pracowników. Już w 1840 roku w sąsiedztwie huty zbudowano dwa pierwsze budynki mieszkalne. Początkowo przyzakładowe budownictwo mieszkaniowe składało się z wielorodzinnych, parterowych domów z czerwonej cegły. Wraz ze zwiększeniem zapotrzebowania na mieszkania dla pracowników zaczęto budować budynki wielopiętrowe. Na osiedlu na terenie Czarnego Lasu wybudowano dom towarowy, szkołę i przedszkole. Od potocznej nazwy domu towarowego Kaufhaus (niem. Kaufhaus – „dom towarowy”) osiedle nazwano osiedlem Kaufhaus. W 1913 roku blisko 57% załogi huty zamieszkiwało zakładowe budynki mieszkalne znajdujące się w pobliskich koloniach robotniczych. Dalsza rozbudowa osiedli robotniczych miała miejsce zarówno w okresie międzywojennym, jak również po zakończeniu II wojny światowej. W 1985 roku huta dysponowała liczbą 3178 mieszkań.
Oprócz budownictwa mieszkaniowego, zakład angażował się w wielu płaszczyznach życia społecznego, wpływając równocześnie na rozwój miasta. Już przed wybuchem II wojny światowej przyczynił się do powstania Szkoły Rzemieślniczej, gdzie wykształcenie mogli podnosić dorośli pracownicy huty. Po zakończeniu wojny uruchomiono Szkołę Przemysłową Huty „Pokój”, którą w 1950 roku w wyniku reformy przekształcono w Zasadniczą Szkołę Zawodową oraz Technikum Przemysłowe. Opiekę medyczną nad pracownikami sprawowała zakładowa przychodnia lekarska. Z myślą o dzieciach pracowników zakładu prowadzono przedszkole przyzakładowe „Florianka”. Przy hucie funkcjonował także Klub Sportowy „Pogoń”, który w najlepszym okresie prowadził m.in. sekcję: piłki nożnej, koszykówki, gimnastyki, bokserską, pływacką i tenisa stołowego. Klub dysponował własną halą widowiskową, gdzie mecze rozgrywały drużyny koszykówki, stadionem piłkarskim, halą zapaśniczą oraz halą treningową.
Huta dbała także o realizację życia kulturalnego załogi. W 1946 roku reaktywowano mieszany chór „Harmonia”, który otrzymał finansowe wsparcie zakładu. W Zakładowym Domu Kultury huty „Pokój” funkcjonował m.in.: Amatorski Zespół Teatralny, Dziecięcy Zespół Pieśni i Tańca oraz Towarzystwo Przyjaciół Sztuk Pięknych, skupiające malarzy amatorów będących pracownikami zakładu. Prowadzono także ogólnodostępną bibliotekę. Organizowano liczne wydarzenia kulturalne oraz prowadzono bogatą ofertę warsztatów oraz sekcji zainteresowań.